# Paradoks omnipotencji

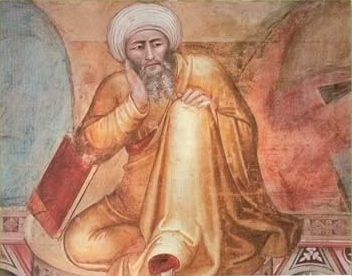
Ibn Ruszd (1126–1198), znany jako Awerroes, jeden z pierwszych filozofów, którzy przedstawili paradoks omnipotencji

Paradoks omnipotencji (paradoks wszechmocy) – paradoks pojawiający się przy rozstrzyganiu, czy byt wszechmogący jest lub nie jest w stanie ograniczyć swoją własną wszechmoc. Jego najpopularniejsze sformułowanie to: Czy byt wszechmogący mógłby stworzyć kamień tak ciężki, że nawet on sam nie mógłby go podnieść? Żadne dotychczas zaproponowane wyjaśnienie nie jest powszechnie akceptowane, a są nimi na przykład:
- byt wszechmocny nie istnieje,
- byt wszechmocny może łamać prawa logiki,
- jest to błąd logiczny,
- jest to jedynie zabawa intelektualna, żart, a nie poważny problem.

Niektórzy filozofowie twierdzą, że ten paradoks powstał jedynie z niezrozumienia lub złego opisu pojęcia omnipotencji.
Inni filozofowie uznali, że założenie, że dana istota jest albo wszechmocna, albo nie, czyni dylemat fałszywym, jako że nie dopuszcza możliwości istnienia różnych stopni omnipotencji. Definicja wszechmocy jest różna zarówno pośród ludzi różnych kultur i religii, jak i pośród poszczególnych filozofów. Najpowszechniejszą definicją jest „mogącym wszystko”, jednak w takiej formie jest niewystarczająca dla rozwiązania paradoksu omnipotencji. Paradoks ten nie ma racji bytu, na przykład, jeśli omnipotencja jest definiowana jako zdolność działania ponad ograniczeniami pewnej logicznej struktury. Nowoczesne podejścia do tego problemu zaangażowały semantykę, sprawdzając, czy język – a wraz z nim także i filozofia – sam jest w stanie ważnie przedstawić pojęcie omnipotencji.

## Proponowane rozwiązania
Najpopularniejszym przykładem paradoksu omnipotencji jest pytanie: „Czy istota wszechmogąca mogłaby stworzyć kamień, którego nie mogłaby podnieść?”
Wielu ludzi odrzuca takie sformułowanie pytania, zarzucając, że jest to tylko pozorny (w przeciwieństwie do rzeczywistego) paradoks, ponieważ takie sformułowanie subtelnie przedstawia niezdolność jako atrybut zdolności, zamiast jej braku lub jej zaprzeczenia.
Jest to rozwiązanie będące odbiciem innego klasycznego paradoksu: paradoksu siły, której nic nie może powstrzymać. Co się stanie, jeśli siła, której nic nie może zatrzymać, spotka się z obiektem, którego nic nie może poruszyć? Odpowiedź na ten paradoks brzmi, iż jeśli siła jest niemożliwa do zatrzymania, wówczas z definicji nie ma obiektu, którego naprawdę nie można by poruszyć, i na odwrót, jeśli istnieje obiekt, którego nic nie może poruszyć, wówczas żadna siła nie może być zdefiniowana jako będąca naprawdę nie do zatrzymania.
Takie potraktowanie tego paradoksu pozostaje w zgodzie z podstawowymi założeniami, ale nie odpowiada problemowi definicji wszechmocy. Co więcej, paradoks omnipotencji ma związek z podobną kwestią filozoficzną – paradoksem dziadka: Czy byłoby możliwe wrócić w czasie i zabić własnego dziadka, a więc nigdy nie istnieć? Miejscowa definicja wszechmocy często zdaje się sugerować zdolność podróżowania w czasie; ktoś mógłby więc zadać pytanie: „Czy istota wszechmogąca może wrócić w czasie i zabić własnego dziadka?”. Nie jest to jednak satysfakcjonująca logicznie analiza tego paradoksu, jako że dąży do skoncentrowania się na problemie narzucenia atrybutów ludzkich istocie, która niekoniecznie ma ludzką formę.
Można starać się również rozwiązać ten paradoks przez przedstawienie postulatu, że omnipotencja niekoniecznie wymaga, aby móc zrobić wszystko przez cały czas. Tak więc, może on wnioskować:
1. Byt ten może stworzyć kamień, którego nie może podnieść w tym momencie.
2. Jednak, będąc wszechmogącym, byt ten może zawsze później zredukować wagę kamienia lub dać sobie dodatkową siłę, tak aby była zdolna go unieść. Dlategoż byt ten jest wciąż prawowicie wszechmogący.

Ta odpowiedź na paradoks omnipotencji to zasadniczo ten sam punkt widzenia, jaki przedstawił Matthew Harrison Brady, postać ze sztuki „Kto sieje wiatr” ('Inherit the Wind'), luźno opartej na postaci Williama Jenningsa Bryana. W kulminacyjnej scenie filmu (wersja z 1960 r.), Brady argumentuje: „Prawa naturalne powstały w umyśle Stworzyciela. On je może zmieniać – anulować – użyć tak jak sam woli!”. Zmiana ciężaru kamienia jest logiczną konsekwencją zmiany efektu grawitacji. Drobna odmiana tego poglądu jest kluczowa dla wiary chrześcijańskiej. W ewangeliach chrześcijańskich stworzyciel wszechmogący dobrowolnie pozbawia się porcji swojej mocy i przekazuje własnemu stworzeniu. W tym scenariuszu byt wszechmogący jest (do pewnego stopnia) ograniczony prawami stworzonego przez samego siebie wszechświata. Poprzez istnienie dzieła swojego stworzenia Byt ten odzyskuje swoją nieograniczoną moc. Przy takim rozumowaniu można chcieć raz jeszcze przedyskutować definicję bycia wszechmogącym: czy byt wszechmogący może stworzyć kamień tak niezmienny, że sam ten byt nie będzie mógł zmienić wagi tego kamienia? Ponadto, czy taka sytuacja narzuca wymogi bytowi omnipotentnemu: np. aby później zmniejszył on wagę kamienia – ograniczając tym samym wolną wolę tego bytu?
Jakkolwiek, taka odpowiedź nie pozwala rozwiązać paradoksu omnipotencji sformułowanego w innej formie: Czy byt wszechmogący mógłby stworzyć kamień, którego nigdy nie mógłby podnieść?
Jeśli zdefiniować wszechmoc jako cechę bytów, które są w stanie wykonać każdą pojedynczą czynność, to paradoks omnipotencji nie zachodzi. Według tej definicji wszechmogący jest w stanie stworzyć kamień, którego nigdy nie mógłby podnieść. Dokonując takiego czynu pozbawiłby się on wszechmocy i nie mógłby przez to ani w następnej (ani żadnej innej) czynności podnieść kamienia. Należy zauważyć jednak, że pozbawienie się wszechmocy przez wszechmogący byt nie musi być trwałe, co obrazuje łańcuch czynności: a) stworzenie kamienia, b) zniszczenie kamienia. Po czynności a dla wszechmocnego bytu chwilowo istnieje czyn zakazany (podniesienie kamienia), ale już po czynności b nie ma kamienia, którego nie można by podnieść.
Klasyczna postać paradoksu „siły niemożliwej do powstrzymania” ma słabe strony z punktu widzenia nowoczesnej fizyki, ponieważ zarówno szybkoporuszający się obiekt, np. kula armatnia, której tor lotu nie może być odchylony, jak i mur, który nie może być powalony, są oba przedmiotami typu niemożliwego, to znaczy obiektami o nieskończonej inercji. To jest wszakże stanowisko fizyki, które nie ma bezpośrednio zastosowania do logiki tego paradoksu, ma on wpływ jednak na wybór przykładów filozoficznych, których używamy do zilustrowania go. Podobnie, klasyczna postać paradoksu omnipotencji – skała tak ciężka, że istota wszechmogąca nie może jej podnieść – opiera się na naukach Arystotelesa. Taka postać zakłada geocentryczny kosmos i płaską Ziemię – czy kamień może być podniesiony w stosunku do powierzchni planety? Dodatkowo, jeśli pozycja kamienia jest ustalana w stosunku do słońca, wokół którego krążą planety, niektórzy mogą utrzymywać, że kamień jest bezustannie podnoszony. Fizyka nowoczesna zatem wskazuje, że wybór takiego sformułowania – o podnoszeniu kamienia – może być mylący, to jednak nie unieważnia samo w sobie fundamentalnego paradoksu omnipotencji. Podążając za przemyśleniami Stephena Hawkinga na temat stosunków pomiędzy bóstwem stworzycielem a prawami naturalnymi, można by zmodyfikować tę klasyczną postać, jak poniżej:
1. Byt wszechmogący tworzy wszechświat, w którym obowiązują zasady fizyki arystotelejskiej.
2. Czy w tym wszechświecie ten byt wszechmocny może stworzyć kamień, którego nie będzie mógł podnieść?

Pisarz naukowy James Gleick w swojej biografii o Richardzie Feynmanie zwrócił uwagę, że paradoks ten wyniknął, kiedy naukowcy zaczęli rozpatrywać istnienie atomów: czy byt wszechmogący – w tym przypadku Bóg chrześcijan – mógłby stworzyć atomy, których on sam nie mógłby podzielić?
Na podstawie rozważań, paradoks omnipotencji jest konceptualnie identyczny z obserwacją, że tolerancyjne społeczności są nietolerancyjne wobec nietolerancji, ponieważ gdyby ta społeczność tolerowała nietolerancję, sama byłaby nietolerancyjna. (Mimo że wniosek taki nie jest pozbawiony pułapek, ponieważ jeśli tylko niewielki fragment całości jest określony pewną cechą, to czy można prawidłowo określić, że całość posiada tę cechę?) Podobnie, kiedy Bóg jest określany jako „wszechmogący”, cecha ta musi być rozumiana jako wykluczająca wszelkie działania, które mogłyby osłabić tę doskonałość. Niezdolność Boga do śmierci, na przykład, nie zagraża Jego wszechmocy, ale utwierdza ją. Tak więc paradoks ten może być rozwiązany poprzez uściślenie, że Bóg jest ograniczony swoją własną doskonałością i jako taki byłby niezdolny stworzyć kamienia tak ciężkiego, że sam nie będzie w stanie go podnieść. Bez względu na to, czy będzie to wciąż nazywane „omnipotencją”, jest teraz ograniczone tylko do zagadnień semantyki (np. czy, gdyby zdefiniowano „wszechmogący” jako „mający wszelką moc”, brak mocy do uśmiercenia samego siebie obala prawo do bycia wszechmogącym).

### Omnipotencja z zasady
Jeśli byt jest zasadniczo wszechmogący, wówczas można rozwiązać ten paradoks:
1. Byt wszechmogący jest z zasady wszechmogący, toteż niemożliwe jest dla niego, aby był niewszechmogący.
2. Ponadto, byt wszechmogący nie może zrobić tego, co jest logicznie niemożliwe.
3. Stworzenie kamienia, którego byt wszechmogący nie mógłby podnieść, byłoby niemożliwością, ergo zrobienie takiej rzeczy nie jest wymagane dla tego bytu.
4. Byt wszechmogący nie może stworzyć takiego kamienia, ale pomimo tego wciąż zachowuje swoją wszechmoc.

Takie podejście koniecznie akceptuje pogląd, że nawet istota wszechmogąca nie może pogwałcić praw logiki, a nawet cały ten paradoks może być postrzegany jako mocny argument dla takiego poglądu. Filozof Averroes rozwinął paradoks omnipotencji dla tej przesłanki, za co został potępiony przez biskupa Tempiera, mimo że zamiast sformułowania go w odniesieniu do „kamienia” spytał, czy Bóg mógłby stworzyć trójkąt, w którym kąty wewnętrzne nie sumują się do 180 stopni.
Warto zauważyć, że późniejsze odkrycie geometrii nieeuklidesowej nie rozwiązało tej kwestii, ponieważ ktoś mógłby zapytać: „Czy uwzględniając aksjomaty geometrii hiperbolicznej, byt wszechmogący mógłby stworzyć trójkąt taki, że jego kąty nie sumowałyby się do mniej niż 180 stopni?”. W obu przypadkach pytanie sprowadza się do kwestii czy – lub nie – istota wszechmogąca mogłaby mieć zdolność do uniknięcia konsekwencji, które logicznie wynikają z systemu aksjomatów, jakie zostały przez nią stworzone.
Wszelako filozof Nicolas Everitt zachęca do rozpatrzenia istoty „nic nie mogącej” („nullipotentnej”), dla której logicznie niemożliwe jest zrobić cokolwiek. Przyjąwszy założenie, że istota wszechmogąca nie może zrobić tego, co jest logicznie niemożliwe, wówczas istotę „nullipotentną” należy rozpatrywać jak(o) istotę wszechmogącą.
Główna teologia katolicka pogodziła się z materiałami greckimi i arabskimi w dużej mierze dzięki Tomaszowi z Akwinu, którego Summa Teologica potwierdziła pogląd, że nie może przeciwstawić się logice. W tym względzie, Tomasz z Akwinu rozwija przemyślenia Majmonidesa, XII-wiecznego żydowskiego lekarza i filozofa, który przedstawia taką samą propozycję w swoim Przewodniku błądzących („More Newuchim”). Majmonides był zwolennikiem teologii negatywnej (apofatycznej) – dyscypliny, która utrzymuje, iż Boga można poznać jedynie przez negacje. Apofaza koncentruje się na przyjęciu, że prawdziwa natura Boga nie może być określona, a zatem że wszelkie afirmatywne (na „tak”, w przeciwieństwie do „negatywnych” – na „nie”) opisy Boga ryzykują, że staną się bluźniercze lub heretyczne.
Ethan Allen, bojownik Rewolucji Amerykańskiej, napisał traktat zatytułowany: Reason: The Only Oracle of Man („Rozum: jedyna wyrocznia człowieka”), który zajmuje się tematami grzechu pierworodnego, teodycei i kilku innych klasycznych trendów Oświecenia. W rozdziale 3, sekcja IV, odnotowuje, że byt wszechmogący „sam w sobie” nie może zwolnić żadnego zwierzęcia z cechy śmiertelności, skoro zmiana oraz śmierć to zdefiniowane atrybuty życia. Argumentuje: „jedno nie może istnieć bez drugiego, nie bardziej niż mogłaby istnieć spoista liczba gór bez dolin lub że ja mógłbym istnieć i nie istnieć w tym samym czasie lub że Bóg mógłby wywołać jakąś inną sprzeczność w naturze”. Określany przez swoich przyjaciół jako deista, Allen zaakceptował pojęcie boskiego bytu, mimo że w Rozumie... argumentował, że nawet istota boska musi być ograniczona przez logikę.

### Logiczna niemożliwość
Niektórzy filozofowie utrzymują, że paradoks może być rozwiązany przy zastosowaniu kartezjańskiego poglądu na definicję omnipotencji, że byt wszechmogący może zrobić to, co jest logicznie niemożliwe:
1. Istota wszechmogąca może zrobić to, co jest logicznie niemożliwe.
2. Istota taka tworzy kamień, którego nie może podnieść.
3. Istota ta podnosi ten kamień.

Przypuszczalnie istota taka mogłaby także przeprowadzić dodawanie 2 + 2 = 5 i sprawić, że byłoby to matematycznie poprawne, albo stworzyć kwadratowe koło. Jak to ujął Harry Frankfurt, „Jeśli byt wszechmogący może dokonać tego, co jest logicznie niemożliwe, to może nie tylko stworzyć sytuacje, z którymi sobie nie może poradzić, ale co więcej, ponieważ nie jest związany ograniczeniami logiczności, to może poradzić sobie z sytuacjami, z którymi nie może sobie poradzić”.
Jednak takie usiłowanie rozwiązania tego paradoksu jest problematyczne w tym, że ta definicja rezygnuje z logicznej konsekwencji. Paradoks może zostać rozwiązany, o ile takie istoty przekraczają (transcendują) logikę, czyli gdy uzna się logikę za bezużyteczną, daremną albo bez znaczenia w definiowaniu tego typu istot.
Według niektórych badaczy tego tematu, potrzeba metajęzyka do definicji znaczenia i tylko języki wyższego rzędu mogą rozwiązać sprzeczność logicznej niemożliwości. Pomimo wszystko, sama logika formalna nie jest meta-językiem i nie pozwala na rozstrzygnięcie uzasadnionych (lub nie) przedstawianych argumentów.
Syntetyzując, opisany paradoks „podnoszenia kamienia” nie istnieje, ponieważ, z definicji, system omnipotentny może też pozbawić się omnipotencji we wszystkich działaniach, ale zachowując sobie tylko możliwość jej odzyskania. Zależnie od własnej woli, może też jeśli zechce, pozbawić się tej własności „na zawsze”, ale nie musi tego koniecznie chcieć.

## Popkultura i odpowiedzi humorystyczne
Paradoks omnipotencji przeniknął do kultury masowej. Nawiązania do niego można odnaleźć w różnego rodzaju mediach:
- Nowoczesna nauka mechaniki kwantowej postuluje, że wszystkie obiekty materialne istnieją w superpozycji stanów. Chociaż podstawowe równania mechaniki kwantowej mogą być interpretowane na kilka różnych sposobów, powszechny punkt widzenia twierdzi, że kiedy dany obiekt jest obserwowany albo mierzony, to „zapada” w jeden stan. Rozwiązanie równania Schrödingera wyraża prawdopodobieństwo, że dana cząstka zapadnie się w poszczególny stan kwantowy. Taka idea doprowadziła do żartobliwego rozwiązania paradoksu omnipotencji poprzez tradycję tworzenia żartów przez fizyków, egzemplifikowaną przez kota Schrödingera. Byt wszechmogący może uniemożliwić innym obserwowanie go. Taka istota może zatem zarówno stworzyć kamień, którego nie będzie mogła podnieść, jak i podnieść ten kamień w tym samym czasie, a ponieważ inni nie mogą zaobserwować, jak on to robi, nie ma możliwości potwierdzenia rezultatu takiego zdarzenia. Powieść Grega Egana Kwarantanna (Quarantine) bada niektóre z tych kwestii w fikcyjnym kontekście.
- Peter Suber roztrząsa paradoks prawnej omnipotencji – definiowanej jako zdolność systemu prawnego do ustanowienia jakiegokolwiek prawa w jakimkolwiek czasie: w The Paradox of Self-Amendment: A Study of Law, Logic, Omnipotence and Change, podejmując takie problemy, jak np. w jaki sposób system prawny może modyfikować sam siebie, oraz czy wszechmocny system prawny może zakończyć swoją własną wszechmoc. Suber stworzył grę Nomic częściowo po to, aby przebadać te kwestie.
- W świecie Star Trek istota znana jako Q jest wszechmogąca i do niej odnosi się – zwykle w humorystyczny sposób – wiele z powyższych dyskusji.
- God's Debris Scotta Adamsa wydeptuje ścieżki podobne do paradoksu omnipotencji – potraktowanie go jest jednak bardziej poważne niż humorystyczne. Według głównego bohatera książki, jedynym wyzwaniem dla bytu wszechmogącego jest unicestwić siebie, aby zobaczyć, czy pozostałe po tej operacji składniki mogą się ponownie połączyć w Niego – tak więc wszystkie obiekty w tym wszechświecie, przyroda ożywiona i nieożywiona, to „pozostałości”, „gruzy” (debris) po Bogu.
- Piosenka Irresistible Force (Met the Immovable Object) zespołu Jane’s Addiction z albumu The Great Escape Artist.